# Glaucidium parkeri
El mochuelo de Parker  (Glaucidium parkeri), también denominado mochuelo subtropical (en Ecuador), lechucita subtropical (en Perú) o buhíto subtropical (en Colombia), es una especie de ave estrigiforme de la familia Strigidae propia de América del Sur. La especie es nativa de Bolivia, Ecuador y Perú donde habita los bosques húmedos tropicales. No tiene subespecies reconocidas.